# Cerodontha bisetiorbita
Cerodontha bisetiorbita este o specie de muște din genul Cerodontha, familia Agromyzidae. A fost descrisă pentru prima dată de Mitsuhiro Sasakawa în anul 1955. Conform Catalogue of Life specia Cerodontha bisetiorbita nu are subspecii cunoscute.